# Alice Joyce
Alice Joyce (Kansas City, Missouri, 1 oktober 1890 - Hollywood, 9 oktober 1955), was een Amerikaanse filmactrice die tussen 1910 en 1930 in meer dan 200 films speelde.
Opmerkelijk genoeg speelde zij in twee films met de naam The Green Goddess. Het gaat hier om het origineel uit 1923 en de remake uit 1930. 

## (gedeeltelijke) Filmografie
- The County Fair (1912)
- The Young Millionaire (1912)
- The Street Singer (1912)
- A Business Buccaneer (1912)
- A Battle of Wits (1912)
- The Cub Reporter's Temptation (1913)
- The Octoroon (1913) (unconfirmed participation)
- A Celebrated Case (1914)
- The Triumph of the Weak (1918)
- The Lion and the Mouse (1919)
- The Third Degree (1919)
- The Spark Divine (1919)
- Cousin Kate (1921)
- The Inner Chamber (1921)
- The Green Goddess (1923)
- White Man (1924)
- The Passionate Adventure (1924)
- Daddy's Gone A-Hunting (1925)
- Stella Dallas (1925)
- Mannequin (1926)
- Dancing Mothers (1926)
- Beau Geste (1926)
- The Ace of Cads (1926)
- So's Your Old Man (1926)
- Sorrell and Son (1927)
- The Noose (1928)
- The Rising Generation (1928)
- The Squall (1929)
- The Green Goddess (1930)
- He Knew Women (1930)

- Bibliothèque nationale de France: cb14685147j (data)
- Gemeinsame Normdatei: 1277415765
- International Standard Name Identifier: 0000 0000 7329 0476
- Library of Congress Control Number: n93030323
- SNAC: w6wf85ss
- Virtual International Authority File: 75522344
- WorldCat: E39PBJccgcJD3wYqtGkwFjxv73